# Liste des guerres de la Slovénie
Cette liste regroupe les guerres et conflits ayant vu la participation de la Slovénie. Voici une légende facilitant la lecture de l'issue des guerres ci-dessous :
- Victoire slovène
- Défaite slovène
- Autre résultat (par exemple un traité ou une paix sans un résultat clair, un statu quo ante bellum, un résultat inconnu ou indécis)
- Conflit en cours

## République de Slovénie
| Début        | Fin            | Nom du conflit     | Belligérants                   | Belligérants | Lieu     | Issue                                        |
| Début        | Fin            | Nom du conflit     | Alliés (y compris la Slovénie) | Ennemis      | Lieu     | Issue                                        |
| ------------ | -------------- | ------------------ | ------------------------------ | ------------ | -------- | -------------------------------------------- |
| 27 juin 1991 | 6 juillet 1991 | Guerre de Slovénie | Slovénie                       | Yougoslavie  | Slovénie | Victoire slovène Indépendance de la Slovénie |